# Stephen Dunham
Stephen Dunham Bowers (14 de septiembre de 1964 - 14 de septiembre de 2012) fue un actor estadounidense, conocido por su papel como Edward Pillows en DAG. Estuvo casado con la actriz Alexondra Lee.
Dunham tuvo un papel en La momia como Henderson, el vaquero obvio y uno de los cazadores de tesoros americanos en la película. Interpretó a  Peter en What I Like About You y el novio de Amanda Cantwell llamado Chad, en la serie True Jackson, VP. También fue conocido por su papel de Charlie Thorpe en Hot Properties. Interpretó a Edward en DAG entre 2000 y 2001. También actuó en docenas de otros programas de televisión y películas importantes. Interpretó a Hunter Franklin en 12 episodios de la sitcom de breve duración Oh, Grow Up, en la que fue el actor principal del show. Él era de origen inglés.
Tuvo apariciones en Monster-in-Law (2005) y The Bill Engvall Show (2007).
En 2011, apareció en Hot in Cleveland como un camarero Amish. Sufrió un ataque al corazón el 14 de septiembre de 2012, fecha de su cumpleaños, en Burbank, California.
Él protagonizó la película Paranormal Activity 4 que se estrenó el 19 de octubre de 2012.